# Wambaix
Wambaix är en kommun i departementet Nord i regionen Hauts-de-France i norra Frankrike. Kommunen ligger i kantonen Carnières som tillhör arrondissementet Cambrai. År 2022 hade Wambaix 368 invånare.

## Befolkningsutveckling
Antalet invånare i kommunen Wambaix
| Referens: INSEE |